# Chloridolum tenuipes
Chloridolum tenuipes är en skalbaggsart som först beskrevs av Leon Fairmaire 1889.  Chloridolum tenuipes ingår i släktet Chloridolum och familjen långhorningar. Inga underarter finns listade i Catalogue of Life.